# Tropidozoum cellariiforme
Tropidozoum cellariiforme är en mossdjursart som beskrevs av Harmer 1957. Tropidozoum cellariiforme ingår i släktet Tropidozoum och familjen Euthyrisellidae. Inga underarter finns listade i Catalogue of Life.